# William Ponsonby
Pour les articles homonymes, voir Ponsonby.
William Ponsonby, né le 13 octobre 1772 et mort le 18 juin 1815, est un officier de l'armée britannique et homme politique irlandais. Il meurt au combat pendant la bataille de Waterloo.

## Carrière militaire
Le général William Ponsonby est tué lors de la bataille de Waterloo, le 18 juin 1815,.

## Carrière politique
De 1796 à 1798, William Ponsonby siège à la chambre des communes irlandaise, puis à la chambre des communes britannique à partir de 1812 ; après sa mort en 1815 George Robert Dawson est élu à sa place député du comté de Londonderry.
William Ponsonby devient chevalier commandeur de l'Ordre du Bain en 1815, peu avant sa mort.

## Mémorial

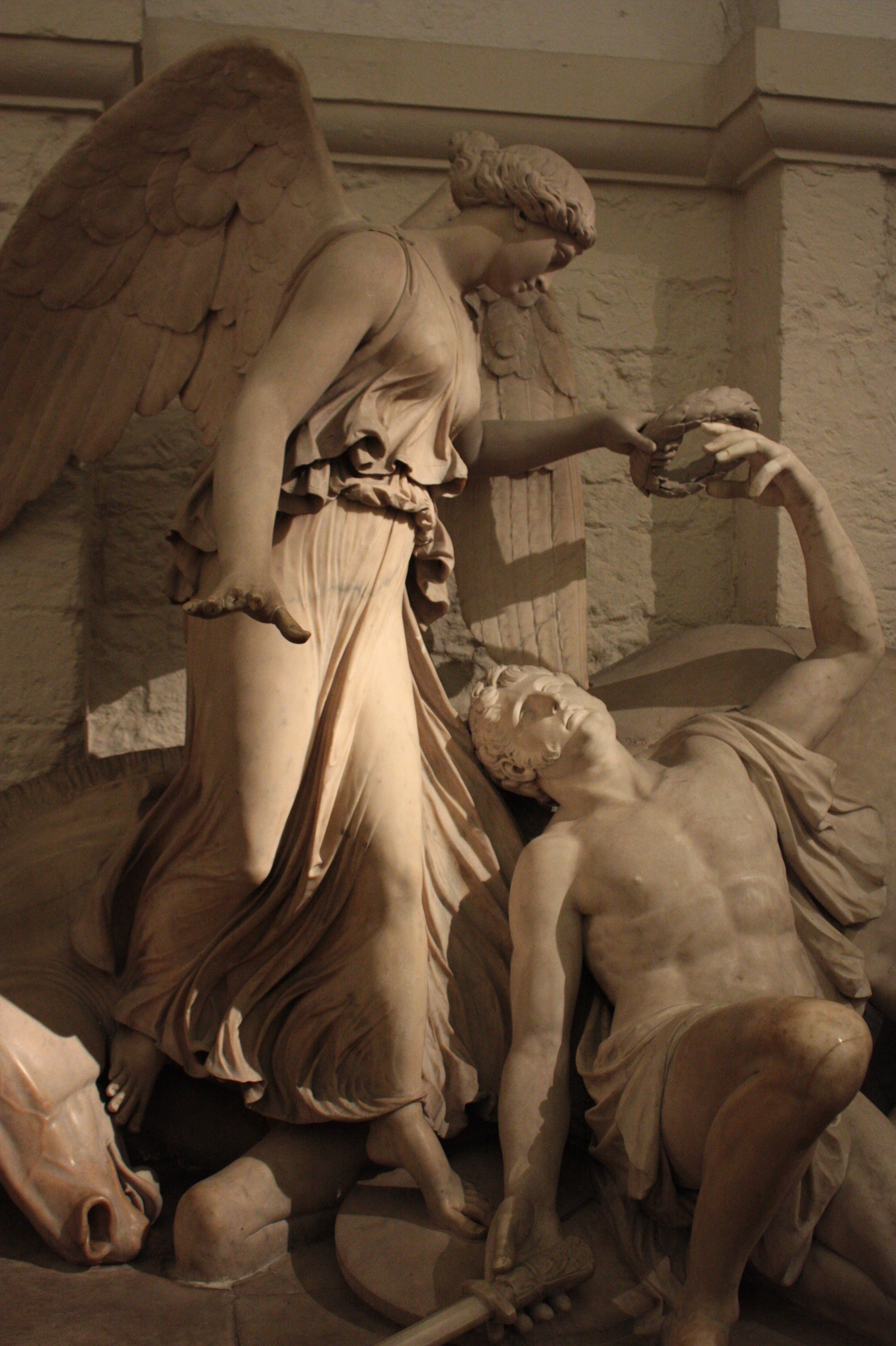
Représentation de William Ponsonby dans la crypte de la cathédrale Saint-Paul de Londres.

Une sculpture en marbre a été érigée en l'honneur de William Ponsonby dans la crypte de la cathédrale Saint-Paul de Londres.